# Histoire de la méthode scientifique
Pour les articles homonymes, voir Méthode.
Il serait abusif de faire remonter la notion de méthode scientifique jusqu’à l’Antiquité, tant il est délicat d’identifier ce que nous nommons « science » avec les démarches de production de nouveaux savoirs aux époques proto-historiques. On peut cependant reconnaître dans les réflexions des anciens philosophes les prémisses d’une théorie de la connaissance congruante avec les pratiques scientifiques contemporaines, mais pas des vraies méthodes.
Au cours des siècles, différents philosophes enrichiront la réflexion sur la notion de méthode en en explorant différents aspects (déduction, induction, méthode expérimentale, méthode analytique, réfutation, etc.), sans qu’un lien entre eux soit toujours fait. Cette histoire n’est donc pas linéaire, mais se présente plutôt comme un buissonnement d’idées qui s’agrègent aujourd’hui dans la notion de méthode scientifique.
Il faut cependant distinguer l’histoire de la méthode (en tant que notion normative) de l’histoire de la méthode (en tant que pratique scientifique effective). Tandis que les philosophes visent, souvent dans une perspective normative, à éclaircir la notion de méthode scientifique, les savants ne se préoccupent pas toujours de ces considérations, et n’ont pas toujours une démarche réflexive. Il ne faut cependant pas verser dans l’excès inverse, et imaginer que travail scientifique et travail sur la science s’ignorent. De nombreux savants, et non des moindres, portent attention aux discours sur la science, tandis que les philosophes, historiens ou sociologues faisant porter leur réflexion sur la méthode scientifique peuvent influencer, directement ou indirectement, l’organisation de la science.
Enfin, indépendamment de la dimension normative de la notion de méthode, il faut porter attention à l’évolution des regards portés sur cette méthode. Les analyses des historiens, puis des sociologues, ont évolué au fil du temps, faisant du même coup évoluer notre représentation de la méthode scientifique.
Au bout du compte, il faut entrelacer trois perspectives :
- l’histoire de la méthode comme pratique ;
- l’histoire de la méthode comme concept normatif ;
- l’histoire des discours sur la méthode.

## L’Antiquité
C’est à Aristote, (qui était par ailleurs un grand philosophe et un encyclopédiste : le champ d’intérêt de son école s’étendait bien au-delà de la science pure : éthique, économie, politique, poétique, botanique…) que nous devons les premières réflexions visant à l’élaboration d’une méthode scientifique : « Nous estimons posséder la science d’une chose d’une manière absolue, écrit-il, quand nous croyons que nous connaissons la cause par laquelle la chose est, que nous savons que cette cause est celle de la chose, et qu’en outre il n’est pas possible que la chose soit autre qu’elle n’est » (Seconds Analytiques, I, 2, 71b, 9-11). Aristote en reste cependant à l’idée d’une science purement déductive.
La notion de méthode s’est ensuite enrichie des réflexions de Nausiphane, maître d’Épicure, avant d’être formulée méthodiquement par les sceptiques et les empiristes qui voulaient alors combattre les tendances dogmatiques de la philosophie. On retrouve ainsi chez les philosophes sceptiques des propositions visant à élaborer et à fixer les règles d’une production rigoureuse du savoir, en particulier chez les sceptiques de la médecine empirique. Une telle démarche se retrouve ainsi chez Ménodote de Nicomédie (philosophe et médecin empiriste et un des chefs de l’école sceptique), qui influença Galien. Il s’agissait alors de prescrire l’observation des phénomènes (en s’abstenant de se prononcer sur la nature de ce qui échappe à nos sens), la confirmation et l’infirmation par l’expérience, et même la diffusion des résultats. Un tel ensemble de canons méthodologiques se retrouve également dans la philosophie épicurienne.

## Ibn Al Haytham
Ibn Al Haytham (965 - 1039), de son nom latinisé Alhazen, est un savant musulman considéré comme le père moderne de l'optique, de la physique expérimentale et de la méthode scientifique,,,.
Il peut être vu comme le premier physicien théorique

## Roger Bacon
Une traduction latine d'une partie des travaux de Alhazen, Kitab al-Manazir (livre d'optique), ont exercé une grande influence sur la science occidentale.
Notamment Roger Bacon (1214 - 1294), savant anglais réputé, qui a repris et cité ses travaux. Après une longue éclipse, le franciscain renouvelle la réflexion sur la méthode en la décomposant en plusieurs étapes :
1. observation du phénomène, mesures ;
2. formulation d’hypothèses pour l’expliquer, construction d’un modèle explicatif ;
3. prévision de nouveaux événements répondant à ces hypothèses, déduction de conséquences expérimentables (test de la valeur prédictive du modèle) ;
4. vérification ou réfutation par l’expérience,
5. conclusion (évaluation).

## La rupture Galiléenne
C’est à Galilée qu’est généralement attachée la naissance de la science moderne, marquée par son refus de la scolastique aristotélicienne. Tandis que la science médiévale restait encore pour une large part tributaire de la lecture et de l’interprétation de textes anciens, Galilée adopte une démarche résolument expérimentale. Il n’est certes pas le premier à avoir pensé ou appliqué une méthode empirique (et en particulier expérimentale), mais il est le premier grand savant de son temps à avoir adopté cette démarche contre le savoir traditionnel, et à en avoir payé le prix (certes relatif). C’est en cela qu’il incarne la naissance d’une démarche scientifique empirique, tournée vers le monde et en rupture avec les dogmes.
Francis Bacon, René Descartes, David Hume et John Stuart Mill poseront des jalons essentiels à la réflexion sur la méthode scientifique.

## Institutions en France

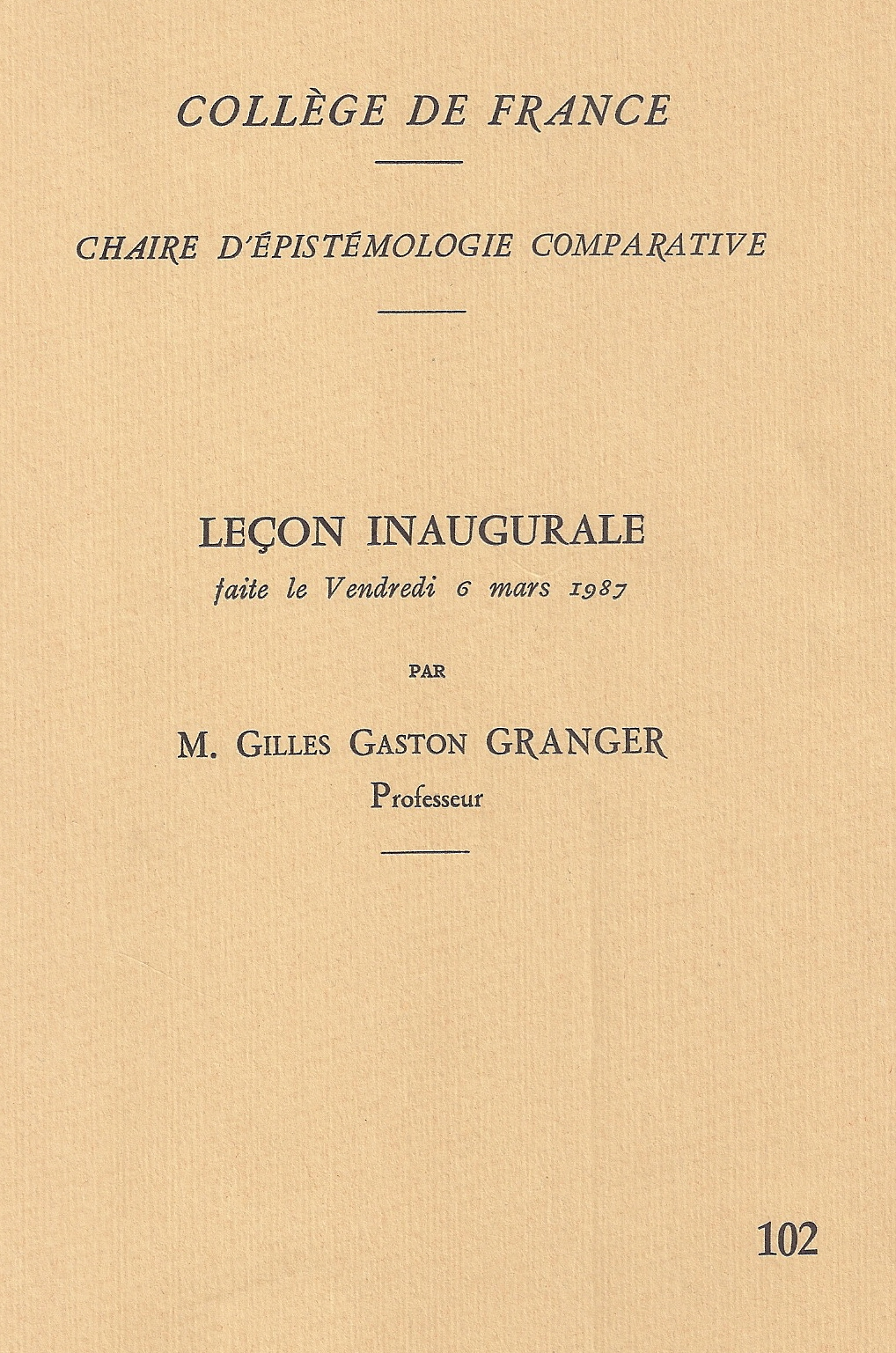
Chaire Épistémologie comparative du Collège de France

La méthode scientifique est étudiée en épistémologie qui en France a le statut institutionnel d'une discipline à part, distincte de la philosophie et de l'histoire : elle constitue ainsi la section 72 du CNU. Elle y occupe plusieurs dizaines de laboratoires, dont notamment l'IHPST, le Centre de recherche en épistémologie appliquée, REHSEIS, le Centre François Viete, les Archives Henri Poincaré, le Centre Georges Canguilhem, l'Institut Jean-Nicod, le Centre Gilles Gaston Granger, l'IRIST, l'unité Savoirs et Textes, le GRS (Groupe de recherche sur les savoirs), qui regroupent des centaines de chercheurs, le CREA (Centre de recherche en épistémologie appliquée), le CEP (Centre d'épistémologie et de physique) ou le Centre de recherches Alexandre-Koyré. Elle intéresse plus d'une vingtaine d'écoles doctorales et des sociétés savantes comme la Société de philosophie des sciences (dépendant de l'ENS Ulm) ou la SFHST ou des listes de diffusion comme Theuth. En 1987, une chaire d'Épistémologie comparative est créée au Collège de France pour Gilles Gaston Granger.